# Microvia spoj
Microvia je druh mnohavrstvého plošného spoje, který k propojení jednotlivých vodivých vrstev využívá skryté, slepé a průběžné otvory užší než 150 µm. K dosažení vodivého spojení mezi motivy různých vrstev jsou otvory buď pokovené, nebo je do nich během výroby vetřena vodivá pasta. Miniaturní otvory jsou realizovány různými technologiemi:
- vrtání
- ražení (lisování)
- fotolitograficky
- laser
- plazmové leptání
- chemické leptání
- abraze (obdoba pískování)

Pro základ takového plošného spoje se nejdříve vytvoří otvory do základního lepicího listu – tzv. prepregu. Do děr se vnese vodivá pasta a z obou stran se nalaminuje tenká měděná fólie. Na fólii se vytvoří vodivý motiv (např. zakrytím požadovaného motivu fotorezistem a odleptáním okolní mědi) a proces se opakuje přiložením další vrstvy prepregu s připravenými otvory.

## Typy spojů microvia
- I – jádro Twin 6 - jednostranná montáž
- IIA – jádro Twin 6 - dvoustranná montáž
- IIB – pružné spojení dvou spojů microvia typu I
- IIIA – pevné jádro – jednostranná montáž
- IIIB – pevné jádro spojené se spojem microvia typu I
- IVA – pevné jádro – jednostranná montáž
- IVB – pevné jádro spojeno mezi dvěma spoji microvia typu I